# K League 1986
La Superliga Gran Festival de Fútbol 1986 fue la 4.ª temporada de la K League. Contó con la participación de seis equipos, de los cuales sólo uno era amateur (Hanil Bank). El torneo comenzó el 2 de marzo y terminó el 23 de noviembre de 1986.
El campeón fue POSCO Atoms; por otra parte, salió subcampeón Lucky-Goldstar Hwangso. Al finalizar el torneo, Hanil Bank dejó la Primera División.

## Reglamento de juego
El torneo se dividió en dos etapas. Cada una de ellas se disputó en un formato de todos contra todos a ida y vuelta, de manera tal que cada equipo debió jugar un partido de local y uno de visitante contra sus otros cinco contrincantes. Una victoria se puntuaba con dos unidades, mientras que el empate valía un punto y la derrota, ninguno.
Para desempatar se utilizaron los siguientes criterios:
1. Puntos
2. Diferencia de goles
3. Goles anotados
4. Resultados entre los equipos en cuestión

El ganador de cada etapa clasificó a la final de campeonato, que se definiría en dos partidos. Si el marcador global seguía igualado, se realizaría una prórroga. Finalmente, en caso de que prosiguiera la paridad en el resultado, se ejecutaría una tanda de penales.

## Tabla de posiciones

### Primera etapa
| Pos. | Equipo                 | Pts. | PJ | G | E | P | GF | GC | Dif. | Clasificación                        |
| ---- | ---------------------- | ---- | -- | - | - | - | -- | -- | ---- | ------------------------------------ |
| 1    | POSCO Atoms            | 15   | 10 | 3 | 6 | 1 | 9  | 5  | +4   | Clasificado a la Final de Campeonato |
| 2    | Lucky-Goldstar Hwangso | 14   | 10 | 3 | 5 | 2 | 9  | 8  | +1   |                                      |
| 3    | Yukong Elephants       | 14   | 10 | 4 | 2 | 4 | 11 | 10 | +1   |                                      |
| 4    | Daewoo Royals          | 14   | 10 | 4 | 2 | 4 | 8  | 10 | −2   |                                      |
| 5    | Hanil Bank             | 12   | 10 | 3 | 3 | 4 | 9  | 10 | −1   |                                      |
| 6    | Hyundai Horang-i       | 10   | 10 | 2 | 4 | 4 | 6  | 9  | −3   |                                      |

 Fuente: South Korea 1986

### Segunda etapa
| Pos. | Equipo                 | Pts. | PJ | G | E | P | GF | GC | Dif. | Clasificación                        |
| ---- | ---------------------- | ---- | -- | - | - | - | -- | -- | ---- | ------------------------------------ |
| 1    | Lucky-Goldstar Hwangso | 23   | 10 | 7 | 2 | 1 | 19 | 9  | +10  | Clasificado a la Final de Campeonato |
| 2    | Hyundai Horang-i       | 19   | 10 | 5 | 4 | 1 | 16 | 8  | +8   |                                      |
| 3    | Daewoo Royals          | 18   | 10 | 6 | 0 | 4 | 18 | 14 | +4   |                                      |
| 4    | Yukong Elephants       | 12   | 10 | 3 | 3 | 4 | 18 | 16 | +2   |                                      |
| 5    | POSCO Atoms            | 8    | 10 | 2 | 2 | 6 | 9  | 18 | −9   |                                      |
| 6    | Hanil Bank             | 4    | 10 | 1 | 1 | 8 | 8  | 23 | −15  |                                      |

 Fuente: South Korea 1986

### General
| Pos. | Equipo                 | Pts. | PJ | G  | E | P  | GF | GC | Dif. | Clasificación |
| ---- | ---------------------- | ---- | -- | -- | - | -- | -- | -- | ---- | ------------- |
| 1    | POSCO Atoms (C)        | 23   | 20 | 5  | 8 | 7  | 18 | 23 | −5   | Campeón       |
| 2    | Lucky-Goldstar Hwangso | 37   | 20 | 10 | 7 | 3  | 28 | 17 | +11  |               |
| 3    | Hyundai Horang-i       | 29   | 20 | 7  | 8 | 5  | 22 | 17 | +5   |               |
| 4    | Daewoo Royals          | 32   | 20 | 10 | 2 | 8  | 26 | 24 | +2   |               |
| 5    | Yukong Elephants       | 26   | 20 | 7  | 5 | 8  | 29 | 26 | +3   |               |
| 6    | Hanil Bank             | 16   | 20 | 4  | 4 | 12 | 17 | 33 | −16  |               |

 Fuente: South Korea 1986

## Final de campeonato
| Ida; 22 de noviembre de 1986 | POSCO Atoms   | 1:0 (1:0) | Lucky-Goldstar Hwangso | Estadio Dongdaemun, Seúl |  |
|                              | K.H. Park 21' | Reporte   |                        |                          |  |

| Vuelta; 23 de noviembre de 1986 | Lucky-Goldstar Hwangso | 1:1 (0:1) | POSCO Atoms | Estadio Dongdaemun, Seúl |  |
|                                 | Y.J. Lee 85'           | Reporte   | Rocha 20'   |                          |  |

## Campeón
|                                 |
|                                 |
| Campeón POSCO Atoms 1.er título |